# Listă de cărți: P
Lista cărți: A - Ă - B - C - D - E - F - G - H - I - Î - J - K - L - M - N - O - P - Q - R - S - Ș - T - Ț - U - V - W - X - Y - Z
- Paria de Irving Stone
- Patul lui Procust de Camil Petrescu
- Pădurea spânzuraților de Liviu Rebreanu
- Pânza de păianjen de Cella Serghi
- Pe drumuri de munte de Calistrat Hogaș
- Pendulul lui Foucault de Umberto Eco
- Pentru cine bat clopotele de Ernest Hemingway
- Piciul de Alphonse Daudet
- Pietrele dacilor vorbesc de Paul MacKendrick, (The Dacian stones speak)
- Portocala mecanică de Anthony Burgess
- Poveștile bardului Beedle de J.K. Rowling
- Preludiul Fundației de Isaac Asimov
- Pulbere de stele de Neil Gaiman